# Straßensystem in Albanien
Das Straßensystem in Albanien wird in verschiedene Straßenkategorien unterteilt und vom Ministerium für Transport und Infrastruktur (albanisch Ministria e Transportit dhe Infrastrukturës) betrieben. Das albanische Straßennetz besitzt eine Länge von etwa 18.000 km. Davon sind rund 7000 km befestigt (Stand: 2002).

## Straßensystem
Das albanische Straßensystem gliedert sich in folgende Straßenkategorien:

### Rruga Autostradale
Das Netz der Rruga Autostradale (Autobahn) befindet sich noch im Aufbau und ist daher noch nicht lückenlos befahrbar. Die Autobahnen besitzen baulich getrennte Richtungsfahrbahnen mit jeweils zwei Fahrstreifen und einem Seitenstreifen. Zudem sind sie höhenfrei angelegt. Die Beschilderung der Autobahnen erfolgt in grüner Farbe, die einzelnen Strecken werden mit einem A und der jeweiligen Nummer gekennzeichnet.
Auf den bisher gebauten Autobahnen gilt eine zulässige Höchstgeschwindigkeit von 110 km/h, eine Straßenbenutzungsgebühr wird (noch) nicht erhoben.

### Rruga Shtetërore
Den Autobahnen nachgeordnet sind die Rruga Shtetërore (Nationalstraße). Dabei handelt es sich um schnell zu befahrende Überlandstraßen, welche die größeren Städte miteinander verbinden. Der Ausbaustandard ist zum Teil sehr unterschiedlich ausgeprägt. So können diese entweder autobahnähnlich ausgebaut sein, oder als einbahnige Straße (stellenweise mit breitem Randstreifen) angelegt sein. Die Beschilderung erfolgt in der Farbe Blau, es gilt eine zulässige Höchstgeschwindigkeit von 90 km/h. Für die Kennzeichnung wird die Abkürzung SH und die jeweilige Nummer verwendet.

### Rruga Rrethi
Straßen, die zwischen den einzelnen Verwaltungsbezirken beziehungsweise Kreisen (Rrethi) verlaufen, werden als Rruga Rrethi (Kreisstraße) bezeichnet. Die zulässige Höchstgeschwindigkeit auf diesen Straßen beträgt außerorts 80 km/h und innerorts 40 km/h. Gekennzeichnet werden die Straßen mit der Abkürzung RR und der jeweiligen Nummer.

### Rruga Komunale
Untergeordnete Straßen, die zwischen einzelnen Gemeinden (Komuna) und Bashkia verlaufen, heißen Rruga Komunale (Gemeindestraße). Diese Straßen besitzen in der Regel einen geringen Ausbaustandard und dienen weniger dem weiträumigen Verkehr, sondern eher der kleinräumigen Erschließung. Wie bei der Rruga Rrethi gilt auch bei diesen Straßen eine zulässige Höchstgeschwindigkeit von 80 km/h (außerorts) und 40 km/h (innerorts). Gekennzeichnet werden die Straßen mit einem K und der jeweiligen Nummer.